# Батъл Граунд
Батъл Граунд (на английски: Battle Ground) е град в окръг Кларк, щата Вашингтон, САЩ. Батъл Граунд е с население от 9296 жители (2000) и обща площ от 9,4 km². Намира се на 90 m надморска височина. ЗИП кодът му е 98604, а телефонният му код е 360.